# Mary Margaret O'Hara
Mary Margaret O'Hara (Toronto, fine anni 1950) è una cantautrice canadese.
Nonostante l'esigua discografia (appena un album, un EP e qualche collaborazione con altri artisti) e lo scarso successo commerciale, è considerata da molti critici come una delle cantautrici più brillanti degli ultimi anni ottanta, nonché vera musicista di culto per molti fan.

## Biografia
Nata a Toronto, in Canada, da una famiglia di origine irlandese, è sorella della più nota attrice Catherine O'Hara. Studiò arte e design è cominciò la carriera musicale collaborando a diverse band locali.
Dopo aver firmato con la Virgin Records, nel 1988 pubblicò il primo album come solista, Miss America, di cui è autrice di tutti i brani, scritti e registrati in tempi diversi, almeno dai primi anni ottanta. L'album ricevette ottime recensioni, ma scarso successo di vendite.
Nel 1991, pubblicò un EP di canzoni natalizie, autrice, però, solo di un brano.
Da quel momento collaborò con diversi artisti, senza pubblicare, però, album. Nel 2001, pubblicò la colonna sonora per il film Apartment Hunting.
È apparsa nel film September Song.

## Discografia

### Album
- 1988 - Miss America (Virgin Records)
- 2001 - Apartment Hunting, colonna sonora

### EP
- 1991 - Christmas EP (Virgin Records)

### Collaborazioni
- 2006 - The Cry of Man in Rogue's Gallery